# 生芽网藓
生芽网藓（学名：Syrrhopodon prolifer），又名巴西网藓，为花叶藓科网藓属下的一个种。

## 扩展阅读
- 維基物種上的相關：生芽网藓